# مهدی کارسلا-گونسالس
مهدی فرانسوا کارسلا-گونسالس (اسپانیایی: Mehdi François Carcela-González‎، عربی: المهدي كارسيلا؛ زادهٔ ۱ ژوئیهٔ ۱۹۸۹) بازیکن فوتبال اهل مراکش است.
از باشگاه‌هایی که در آن بازی کرده‌است می‌توان به استاندارد لیژ، آنژی مخاچ‌قلعه، بنفیکا، گرانادا و المپیاکوس اشاره کرد.
وی همچنین در تیم‌های ملی فوتبال بلژیک و مراکش بازی کرده‌است.